# Elsa Joubert
Elsabé Antoinette Murray Joubert OIS (n. 19 octombrie 1922, Paarl, Africa de Sud – d. 14 iunie 2020, Cape Town, Africa de Sud) a fost o scriitoare în limba afrikaans, membră a Sestigers. A devenit cunoscută cu romanul ei Die swerfjare van Poppie Nongena, care a fost tradus în 13 limbi, precum și pus în scenă ca dramă și filmat ca Poppie Nongena.

## Biografie
Elsa Joubert a crescut în Paarl și a învățat la școala de fete La Rochelle în Paarl până în 1939. A studiat apoi la Universitatea din Stellenbosch, de unde a absolvit cu o diplomă de licență în 1942 și un SED (Secondary Education Diploma) în 1943. Și-a continuat studiile la Universitatea din Cape Town, de unde a obținut o dipomă de master în literatură olandeză-afrikaans în anul 1945.
După ce a absolvit, Joubert a predat la Hoër Meisieskool, un liceu de fete în Cradock, apoi a lucrat ca editor al paginilor de femei ale Huisgenoot, o revistă cunoscută de familie în afrikaans, din 1946 până în 1948. Apoi a început să se ocupe numai de scris și a călătorit mult în Africa, de la izvoarele Nilului în Uganda, prin Sudan, până în Cairo, precum și în Mozambic, Mauritius, Reunion, Madagascar și Angola. De asemenea, a vizitat Indonezia.
În 1950, Joubert s-a căsătorit cu Klaas Steytler, jurnalist și, mai târziu, editor și autor, care a murit în 1998. A avut trei copii, două fiice și un fiu, și a locuit în Oranjezicht, Cape Town.
A decedat în Cape Town pe 14 iunie 2020, ca urmare a COVID-19, în timpul pandemiei de cornaviroză.

## Premii
- Fellow of the Royal Society of Literature
- Doctorat onorific de la Universitatea din Stellenbosch (2001)
- Premiul Eugène Marais pentru Ons wag op mor kaptein (1964)
- Premiul CNA pentru Bonga (1971)
- Premiul W.A. Hofmeyr pentru Poppy Nongena (1979)
- Premiul W.A. Hofmeyr și Premiul Hertzog pentru Die reise van Isobelle
- Premiul Louis Luyt și Premiul CNA (1997)
- Premiul Memorial Winifred Holtby al Royal Society of Literature pentru Poppie (1980)[10]
- Premiul Olivier pentru cea mai buna piesă (Londra)
- Premiul Obi pentru cel mai bun scenariu (New York City)
- Premiul Hertzog pentru proză (1998)

## Capodoperă

### Romane și nuvele
- Ons wag op die kaptein, Tafelberg, 1963
- Die Wahlerbrug, Tafelberg, 1969
- Bonga, Tafelberg, 1971
- Die swerfjare van Poppie Nongena, Tafelberg, 1978
- Melk, Tafelberg, 1980
- Die laaste Sondag, Tafelberg, 1983
- Poppie - die drama (co-autor Sandra Kotzé), 1984
- Die vier vriende, 1985
- Missionaris, 1988
- Dansmaat , Tafelberg, 1993
- Die reise van Isobelle, Tafelberg, 1995
- Twee Vroue, Tafelberg, 2002